# Anna di Schleswig-Holstein-Sonderburg-Wiesenburg
Anna di Schleswig-Holstein-Sonderburg-Wiesenburg (nome completo in tedesco Anna Friederike Philippine; Wiesenburg/Mark, 4 luglio 1665 – Neustadt an der Orla, 25 febbraio 1748) è stata duchessa consorte di Sassonia-Zeitz-Pegau-Neustadt dal 1702 al 1713, come moglie di Federico Enrico.

## Biografia
La duchessa Anna nacque nel 1665 dal duca Filippo Luigi e da Anna Margherita di Assia-Homburg.
Il 27 febbraio 1702 sposò Federico Enrico di Sassonia-Zeitz-Pegau-Neustadt a Moritzburg, diventando la sua seconda moglie.
Morì nel 1748 a Neustadt an der Orla.

## Discendenza
Anna di Schleswig-Holstein-Sonderburg-Wiesenburg e Federico Enrico di Sassonia-Zeitz-Pegau-Neustadt ebbero un figlio e una figlia:
- Maurizio Adolfo Carlo (1702-1759);
- Dorotea Carlotta (20 maggio 1708 - 8 novembre 1708).

## Ascendenza
|                                                           |                             |                                                 | Genitori                                  |  |  | Nonni |  |  | Bisnonni                                  |  |  | Trisnonni                  |  |
|                                                           |                             |                                                 |                                           |  |  |       |  |  | Giovanni di Schleswig-Holstein-Sonderburg |  |  | Cristiano III di Danimarca |  |
|                                                           |                             |                                                 |                                           |  |  |       |  |  | Giovanni di Schleswig-Holstein-Sonderburg |  |  | Cristiano III di Danimarca |  |
|                                                           |                             | Dorotea di Sassonia-Lauenburg                   |                                           |  |  |       |  |  | Giovanni di Schleswig-Holstein-Sonderburg |  |  |                            |  |
| Alessandro di Schleswig-Holstein-Sonderburg               |                             |                                                 |                                           |  |  |       |  |  | Giovanni di Schleswig-Holstein-Sonderburg |  |  |                            |  |
|                                                           |                             | Elisabetta di Brunswick-Grubenhagen             | Ernesto III di Brunswick-Grubenhagen      |  |  |       |  |  |                                           |  |  |                            |  |
|                                                           |                             | Elisabetta di Brunswick-Grubenhagen             | Ernesto III di Brunswick-Grubenhagen      |  |  |       |  |  |                                           |  |  |                            |  |
|                                                           |                             | Elisabetta di Brunswick-Grubenhagen             | Margherita di Pomeriana                   |  |  |       |  |  |                                           |  |  |                            |  |
| Filippo Luigi di Schleswig-Holstein-Sonderburg-Wiesenburg |                             | Elisabetta di Brunswick-Grubenhagen             |                                           |  |  |       |  |  |                                           |  |  |                            |  |
|                                                           |                             | Giovanni Günther I di Schwarzburg-Sondershausen | Günther XL di Schwarzburg                 |  |  |       |  |  |                                           |  |  |                            |  |
|                                                           |                             | Giovanni Günther I di Schwarzburg-Sondershausen | Günther XL di Schwarzburg                 |  |  |       |  |  |                                           |  |  |                            |  |
|                                                           |                             | Giovanni Günther I di Schwarzburg-Sondershausen | Elisabetta di Isenburg-Büdingen-Ronneburg |  |  |       |  |  |                                           |  |  |                            |  |
| Dorotea di Schwarzburg-Sondershausen                      |                             | Giovanni Günther I di Schwarzburg-Sondershausen |                                           |  |  |       |  |  |                                           |  |  |                            |  |
|                                                           |                             | Anna di Oldenburg                               | Antonio I di Oldenburg                    |  |  |       |  |  |                                           |  |  |                            |  |
|                                                           |                             | Anna di Oldenburg                               | Antonio I di Oldenburg                    |  |  |       |  |  |                                           |  |  |                            |  |
|                                                           |                             | Anna di Oldenburg                               | Sofia di Sassonia-Lauenburg               |  |  |       |  |  |                                           |  |  |                            |  |
| Anna di Schleswig-Holstein-Sonderburg-Wiesenburg          |                             | Anna di Oldenburg                               |                                           |  |  |       |  |  |                                           |  |  |                            |  |
|                                                           | Giorgio I d'Assia-Darmstadt | Filippo I d'Assia                               |                                           |  |  |       |  |  |                                           |  |  |                            |  |
|                                                           | Giorgio I d'Assia-Darmstadt | Filippo I d'Assia                               |                                           |  |  |       |  |  |                                           |  |  |                            |  |
|                                                           | Giorgio I d'Assia-Darmstadt | Cristina di Sassonia                            |                                           |  |  |       |  |  |                                           |  |  |                            |  |
| Federico I d'Assia-Homburg                                | Giorgio I d'Assia-Darmstadt |                                                 |                                           |  |  |       |  |  |                                           |  |  |                            |  |
|                                                           |                             | Maddalena di Lippe                              | Bernardo VIII di Lippe                    |  |  |       |  |  |                                           |  |  |                            |  |
|                                                           |                             | Maddalena di Lippe                              | Bernardo VIII di Lippe                    |  |  |       |  |  |                                           |  |  |                            |  |
|                                                           |                             | Maddalena di Lippe                              | Katharina von Waldeck-Eisenberg           |  |  |       |  |  |                                           |  |  |                            |  |
| Anna Margherita di Assia-Homburg                          |                             | Maddalena di Lippe                              |                                           |  |  |       |  |  |                                           |  |  |                            |  |
|                                                           |                             | Cristoforo di Leiningen-Westerburg              | Giorgio I di Leiningen-Westerburg         |  |  |       |  |  |                                           |  |  |                            |  |
|                                                           |                             | Cristoforo di Leiningen-Westerburg              | Giorgio I di Leiningen-Westerburg         |  |  |       |  |  |                                           |  |  |                            |  |
|                                                           |                             | Cristoforo di Leiningen-Westerburg              | Margherita di Isenburg-Büdingen           |  |  |       |  |  |                                           |  |  |                            |  |
| Margherita Elisabetta di Leiningen-Westerburg             |                             | Cristoforo di Leiningen-Westerburg              |                                           |  |  |       |  |  |                                           |  |  |                            |  |
|                                                           |                             | Anna Maria Ungnad von Weißenwolff               | Simeon Ungnad                             |  |  |       |  |  |                                           |  |  |                            |  |
|                                                           |                             | Anna Maria Ungnad von Weißenwolff               | Simeon Ungnad                             |  |  |       |  |  |                                           |  |  |                            |  |
|                                                           |                             | Anna Maria Ungnad von Weißenwolff               | Katharina von Plesse                      |  |  |       |  |  |                                           |  |  |                            |  |
|                                                           |                             | Anna Maria Ungnad von Weißenwolff               |                                           |  |  |       |  |  |                                           |  |  |                            |  |